# Repubblica Socialista Sovietica Estone
La Repubblica Socialista Sovietica di Estonia (in estone: Eesti Nõukogude Sotsialistlik Vabariik o Eesti NSV; in russo Эстонская Советская Социалистическая Республика?, Ėstonskaja Sovetskaja Socialističeskaja Respublika), fu una delle repubbliche dell'Unione Sovietica dal 1940 al 1991.

## Storia
Dopo il patto Molotov-Ribbentrop di non aggressione firmato nel 1939 tra l'Unione Sovietica e la Germania nazista, l'Estonia venne destinata all'area di influenza sovietica. Mosca procedette all'annessione forzata nell'estate di quello stesso 1939. Per questo atto l'URSS venne esclusa dalla Società delle Nazioni. In seguito, nel 1941 (durante la Seconda guerra mondiale) venne occupata dai tedeschi; le perdite civili durante l'intero periodo bellico sono stimate intorno alle 200.000 vittime.
Il successo finale dell'Unione Sovietica nella Seconda Guerra Mondiale riportò, nel 1944, l'Estonia sotto il dominio e l'occupazione di Mosca e la repubblica divenne parte dell'URSS stessa.
Poiché il patto Molotov-Ribbentrop fu firmato prima dell'inizio delle ostilità della seconda guerra mondiale, l'URSS, potenza vincitrice, si rifiutò di riconoscere l'indipendenza territoriale di Estonia, Lituania e Lettonia, tenendole occupate dalle truppe sovietiche ed inglobandole nel suo territorio. Le potenze occidentali non riconobbero mai l'annessione sovietica delle repubbliche baltiche, mantenendo le ambasciate di Estonia, Lettonia, Lituania, nei loro stati, ma non poterono fare altro. Oslo ospitò anche il Governo in esilio dell'Estonia per tutta la durata dell'occupazione sovietica, dando continuità fino al 1991 alla legittima Repubblica d'Estonia.

### Occupazione sovietica
Il destino della Repubblica di Estonia prima della seconda guerra mondiale fu dunque siglato dal Patto Ribbentrop-Molotov nel protocollo segreto addizionale dell'agosto 1939, in cui Hitler e Stalin fecero un accordo di non-aggressione reciproco.
Il 24 settembre 1939 navi da guerra della Marina Sovietica comparvero fuori dei porti estoni e bombardieri sovietici iniziarono il controllo su Tallinn e le zone attigue. Mosca fece pressione affinché l'Estonia autorizzasse l'URSS ad installare basi militari e ad accogliere 25.000 soldati sul suolo nazionale estone per la durata della guerra europea. Il governo dell'Estonia accettò l'ultimatum e firmò il corrispondente accordo il 28 settembre 1939.

#### La repubblica socialista: dal 1944 al 1991

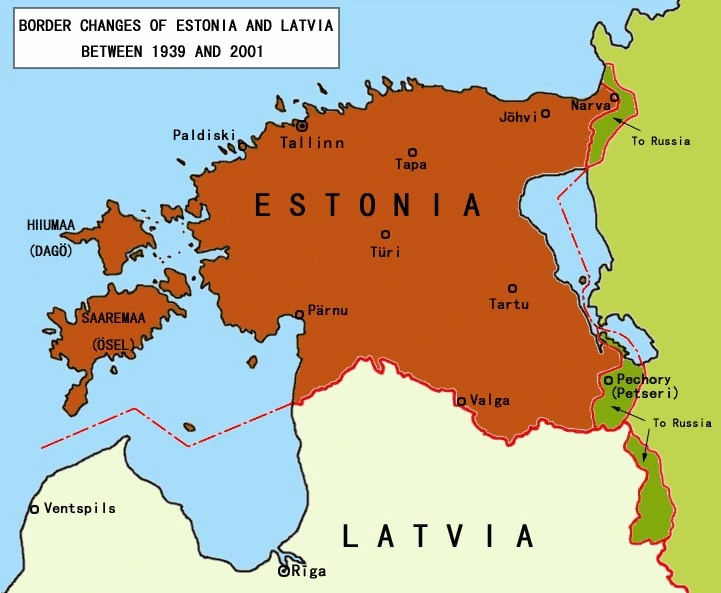
I cambiamenti ai confini dell'Estonia (e della Lettonia) imposti dai sovietici, dopo la Seconda guerra mondiale.

Le forze sovietiche rioccupano nuovamente l'Estonia durante l'autunno del 1944 dopo la Battaglia di Narva. Nel 1944, a causa degli eventi bellici, 80 000 civili estoni fuggirono dall'Estonia, per timore di rappresaglie sovietiche, via mare in direzione di Finlandia e Svezia. 25 000 Estoni raggiungono la Svezia ed altri 42 000 la Germania. Durante la guerra circa 8 000 Estoni-svedesi ed i membri delle loro famiglie erano emigrati in Svezia. Dopo la ritirata delle truppe naziste, circa 30 000 partigiani rimangono nascosti nelle foreste estoni, iniziando una intensa opera di guerriglia.
Dal 1945 alcuni territori orientali dell'Estonia con le città di Jaanilinn e Petseri sono state attribuite alla Russia dalla suddivisione interna sovietica.
L'Estonia dal 1991 tornata indipendente e ora libera dall'occupazione sovietica non ha ancora riconosciuto tali nuovi confini e reclama i territori orientali rispettando il Trattato di Tartu del 1920, in cui l'URSS riconosceva tutto il territorio fisico estone come indipendente.
Nel 1949 27.650 soldati sovietici sono ancora impegnati nei combattimenti contro la guerriglia estone dei Fratelli della foresta. Sempre nel 1949 avviene la deportazione di massa con 21 000 civili che sono costretti ad abbandonare l'Estonia per rompere ogni eventuale fiancheggiamento al movimento partigiano. Oltre 6.600 partigiani si arrendono nel novembre del 1949. Successivamente, il fallimento della rivolta ungherese spezza il morale dei 700 ancora rimasti nascosti.
Secondo i dati sovietici, fino al 1953 20,351 partigiani erano stati uccisi o deportati. Di questi, 1.510 caduti in azioni di battaglia. Durante tale periodo 1.728 membri dell'Armata Rossa, NKVD e della milizia rimasti uccisi in attacchi perpetrati dalla guerriglia. August Sabbe, l'ultimo sopravvissuto in Estonia dei Fratelli della foresta in Estonia, viene scoperto ed ucciso dagli agenti del KGB nel 1978.

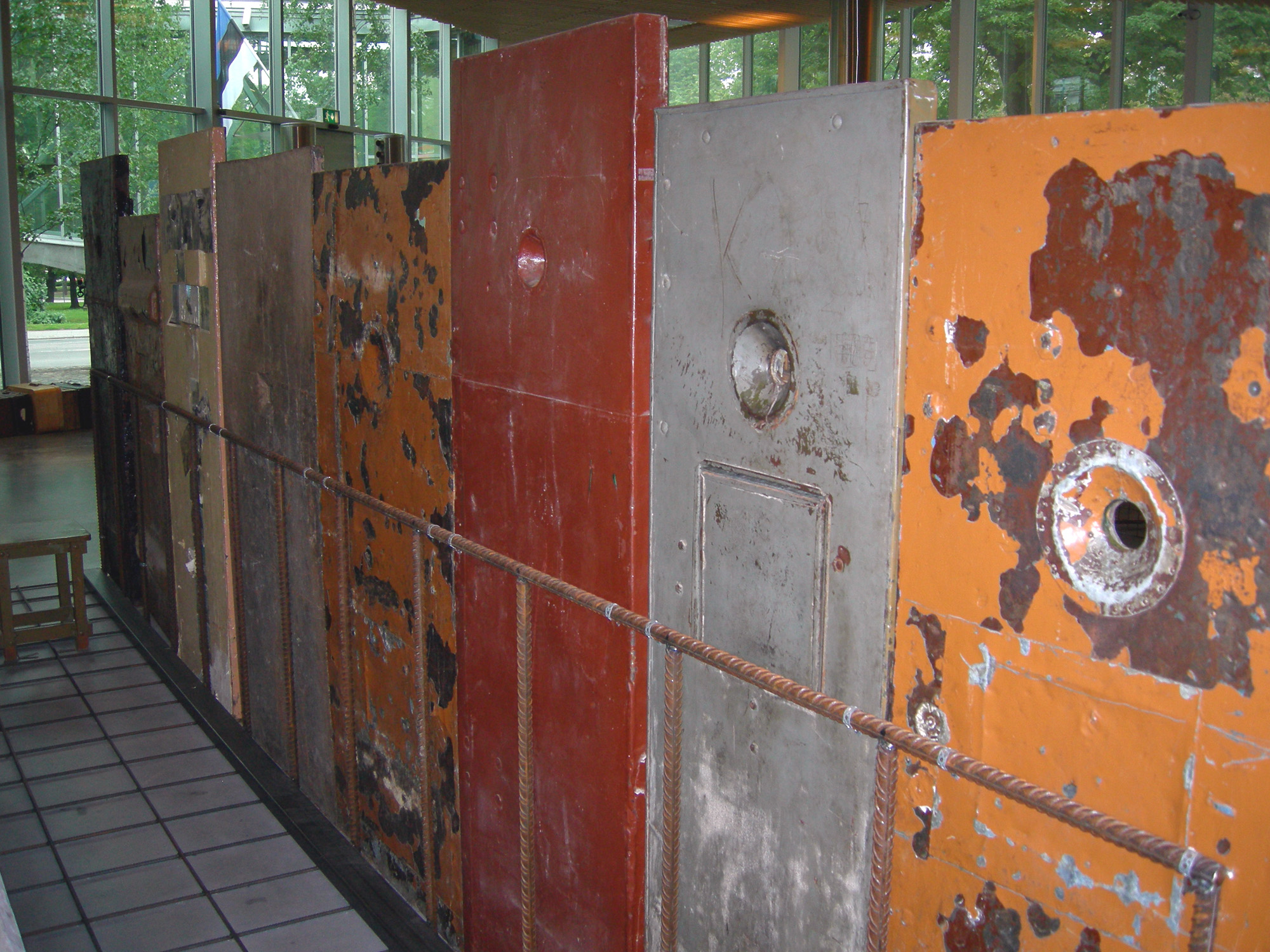
Porte delle prigioni sovietiche esposte al Museo delle Occupazioni, Tallinn, Estonia.

Durante il primo decennio post-bellico di legge sovietica, l'Estonia fu governata da Mosca attraverso governatori estoni di etnia russa. Nati da famiglie estoni residenti in Russia, successivamente ricevettero la loro educazione nell'Unione Sovietica durante l'amministrazione staliniana alla fine degli anni Trenta. Molti di questi combatterono nell'Armata Rossa (nel Corpo estone fucilieri), alcuni di questi con perfetta padronanza della lingua estone.
Nelle scuole vi fu l'imposizione di apprendere la storia russa e parlare la lingua slava.